# فيرنون دنت
فيرنون دنت (بالإنجليزية: Vernon Dent) هو ممثل أمريكي، ولد في 16 فبراير 1895 في سان خوسيه في الولايات المتحدة، وتوفي في 5 نوفمبر 1963 في هوليوود في الولايات المتحدة بسبب نوبة قلبية والسكري.

## وصلات خارجية
- فيرنون دنت على موقع IMDb (الإنجليزية)
- فيرنون دنت على موقع إن إن دي بي (الإنجليزية)
- فيرنون دنت على موقع قاعدة بيانات الفيلم (الإنجليزية)